# Goldie
Pour les articles homonymes, voir Goldie (homonymie).
Goldie, né le 19 septembre 1965 à Walsall, est un DJ, compositeur de musique électronique et acteur britannique, surtout connu pour sa musique jungle et drum and bass, genres qu'il a contribué à faire connaître dans les années 1990. En tant qu'acteur, il continue d'acquérir de l'expérience aussi bien sur grand écran qu'à la télévision. Il a des origines jamaïcaines britanniques. 
Il est le cofondateur du label Metalheadz.

## Biographie
Il fut élève à l'école Saint François d'Assise d'Aldridge.

### Graffiti
Goldie s'est fait un nom en tant que graffeur dans le comté des Midlands de l'Ouest au début des années 1980. Ses graffitis autour de Birmingham et Wolverhampton sont visibles dans Bombing, le documentaire d'Afrika Bambaataa (diffusé sur Channel 4 en Grande-Bretagne). Il a pris part à la plus grande bataille de graffitis britanniques au côté de l'artiste de Bristol 3D, qui formera plus tard Massive Attack. Le livre Spraycan Art d'Henry Chalfant et James Prigoff montre plusieurs exemples de son art.
En 1986, il s'installe à Miami, en Floride et se lance dans le commerce de bijoux dentaires. Il se met à en porter lui-même, ce qui deviendra un élément caractéristique de son look par la suite.

### Carrière musicale
En 1992 il collabore avec les Islandais Thorhallur Skulason and Sigurbjorn Thorgrimsson à son premier titre sous le nom d'Ajax Project alors qu'il faisait des travaux graphiques et autres pour 4 Hero du label Reinforced.
Parmi ses autres collaborations, on peut citer son duo Rufige Cru (ou Rufige Kru) avec DJ Freebase.

### Émissions de télévision
En 2002 il participe à la 2e saison de Celebrity Big Brother sur Channel 4.
En 2010 il participe à la 8e saison de Strictly Come Dancing, la version originale du format mondial Dancing with the Stars.

## Discographie
- Timeless – (1995)
- Saturnz Return – (1997)
- Ring of Saturn – (1998)
- Malice in Wonderland – (2007)
- Sine Tempus – (2008)
- The Journey Man – (2017)

## Filmographie
Sauf indication contraire, les informations mentionnées dans cette section peuvent être confirmées par la base de données cinématographiques IMDb,  présente dans la section « Liens externes ».

### En tant qu'acteur
- 1999 : Everybody Loves Sunshine : Terry
- 1999 : Le monde ne suffit pas (The World Is Not Enough) : Bull
- 2000 : Snatch : Tu braques ou tu raques (Snatch) : Bad Boy Lincoln
- 2000 : The Price of Air : Greaser
- 2001 : EastEnders (série télévisée) : Angel (2001-2002)
- 2002 : The Case : DJ Gabriel

### En tant que compositeur
- 2000 : The Price of Air